# 5858 Borovitskia
5858 Borovitskia (1978 SU5) là một tiểu hành tinh vành đai chính được phát hiện ngày 28 tháng 9 năm 1978 bởi Chernykh, L. I. ở Nauchnyj.